# 19e législature du Québec

La 19e législature du Québec a été élue lors de l'élection générale québécoise de 1935. Voir en ligne.